# Dolomites
|  | Per a altres significats, vegeu «Dolomita». |

Les Dolomites (en italià Dolomiti, en alemany Dolomiten, en ladí Dolomites, en friülès Dolomitis) són una secció dels Alps. Estan situades dins les províncies de Belluno, Bolzano-Bozen i Trento, al nord d'Itàlia i s'estenen des del riu Adige a l'oest fins al riu Piave a l'est. Els límits nord i sud els conformen la Val Pusteria i la Val Sugana respectivament. Normalment es divideixen entre les Dolomites est i les Dolomites oest, separades per la línia que uneix la Val Badia, el port de Campolongo i la vall de Cordevole. Aquesta part dels Alps conté més de quaranta glaceres.
El flux turístic que reben aquestes muntanyes és elevat, ja sigui per a practicar l'esquí o l'escalada. Són destins turístics destacats Auronzo di Cadore, Cortina d'Ampezzo, Arabba, Ortisei i San Martino di Castrozza. Durant la Primera Guerra Mundial la línia del front que separava les forces italianes de les de l'Imperi Austrohongarès va quedar establerta en aquest indret, i això ha fet que actualment hi hagi museus de la guerra a l'aire lliure a 5 Torri i a la muntanya Lagazuoi. També hi ha molts camins i fortificacions d'aquesta època que s'exploten turísticament.
L'etimologia de la paraula Dolomites és derivada del mineralogista francès Déodat Gratet de Dolomieu, que va ser el primer a descriure el tipus de roca, dolomita, un tipus de roca carbonatada responsable dels colors i formes d'aquestes muntanyes.

## Situació

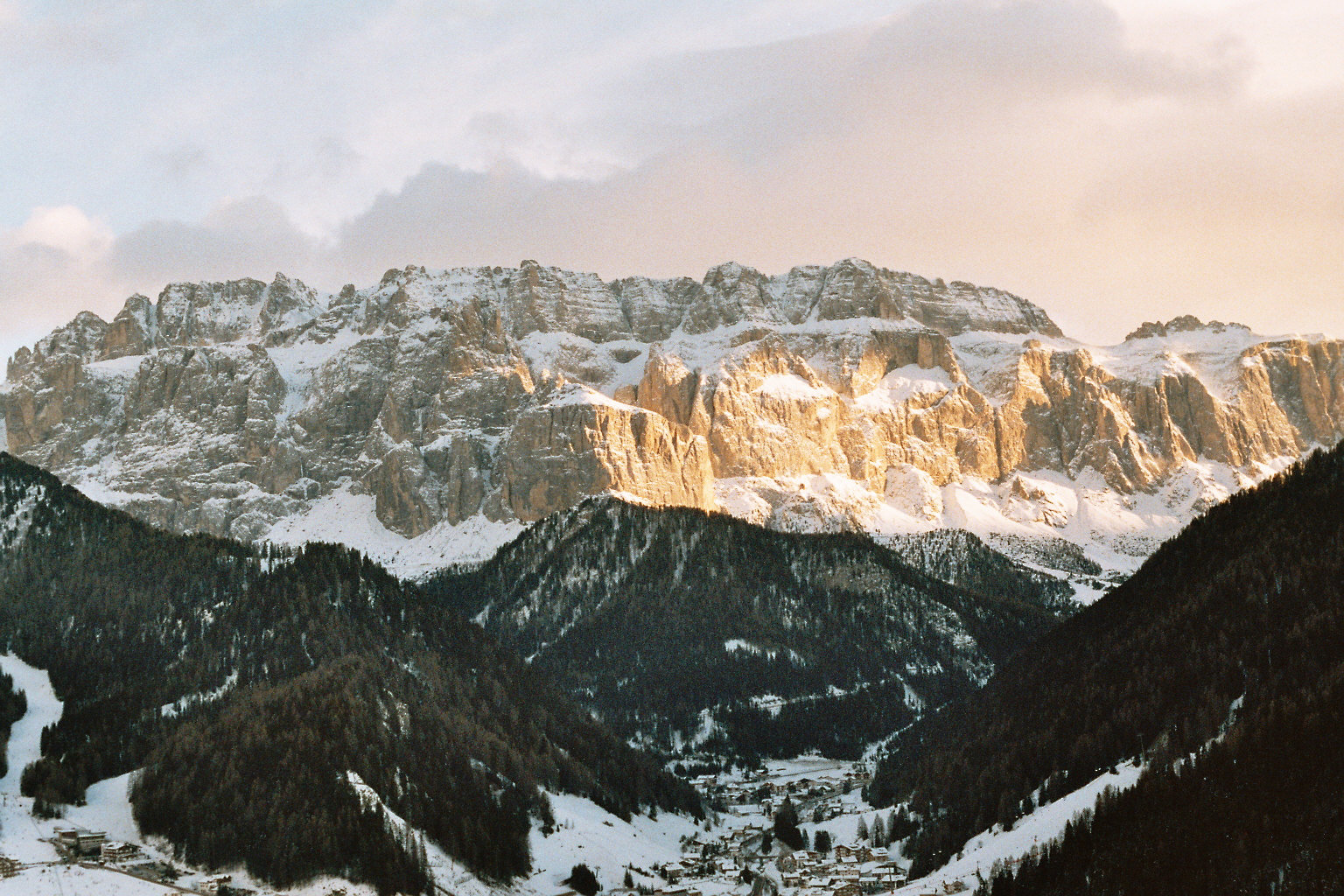
Massís del Sella des de Selva di Val Gardena.

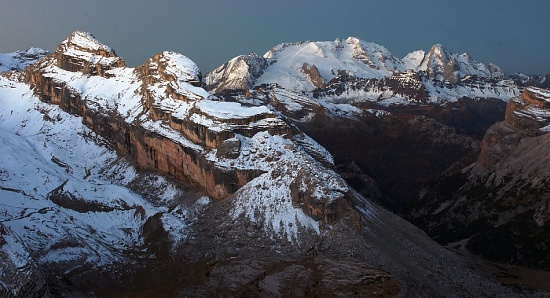
El massís de la Marmolada des del de Fanes

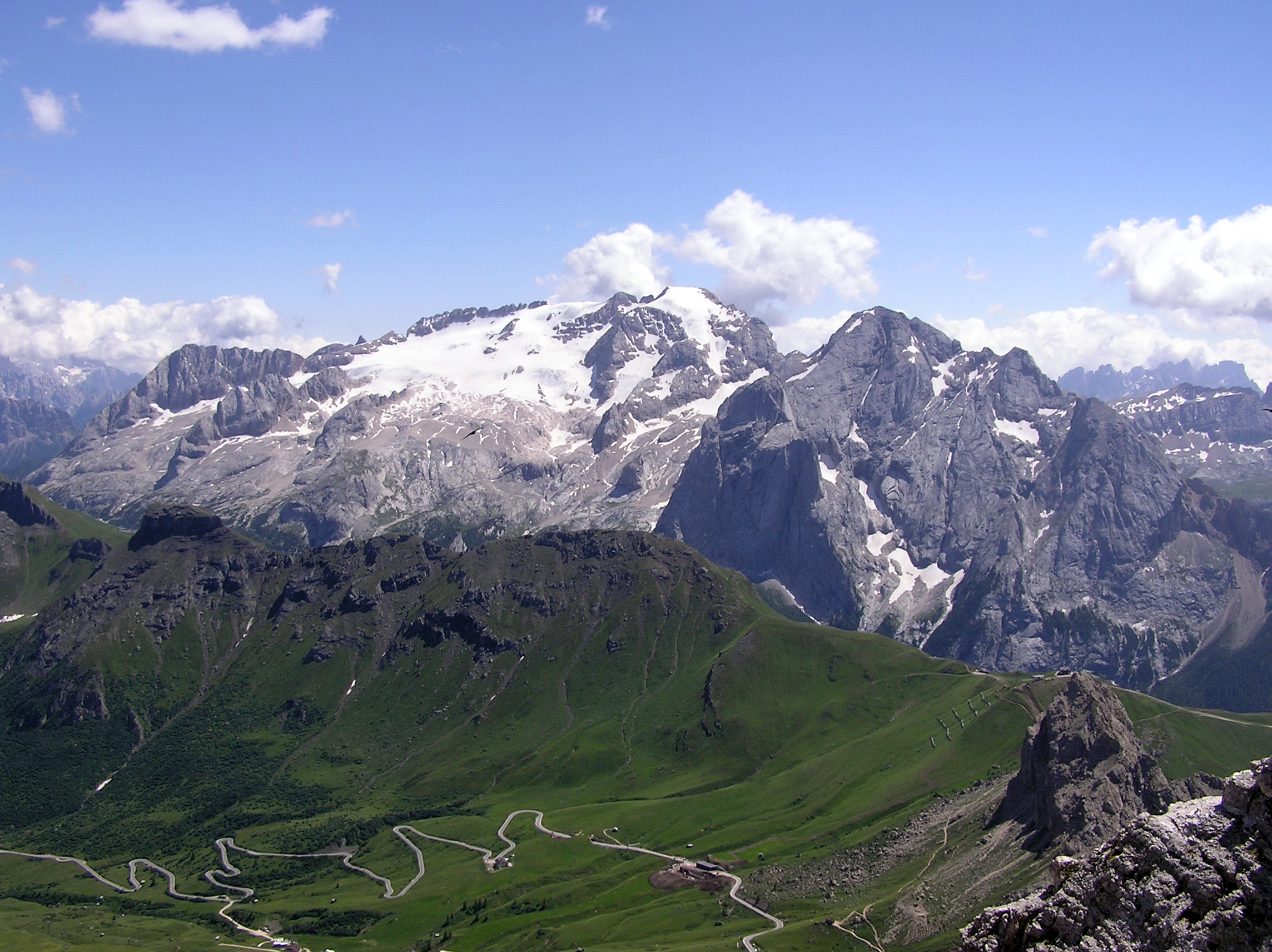
El massís de la Marmolada des del Sass Pordoi

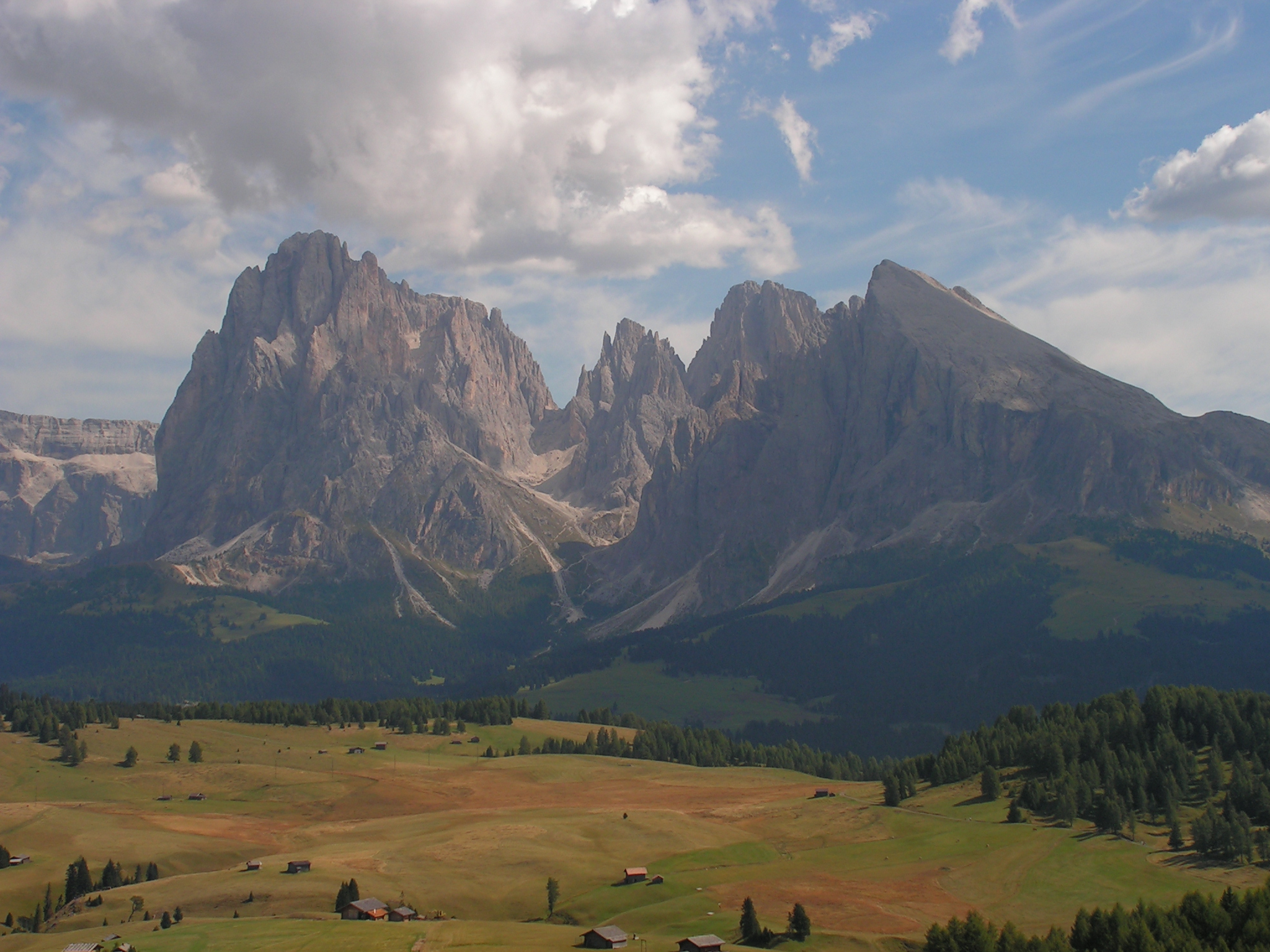
El massís del Sassolungo, o Langkofel, des de l'Alpe de Siusi

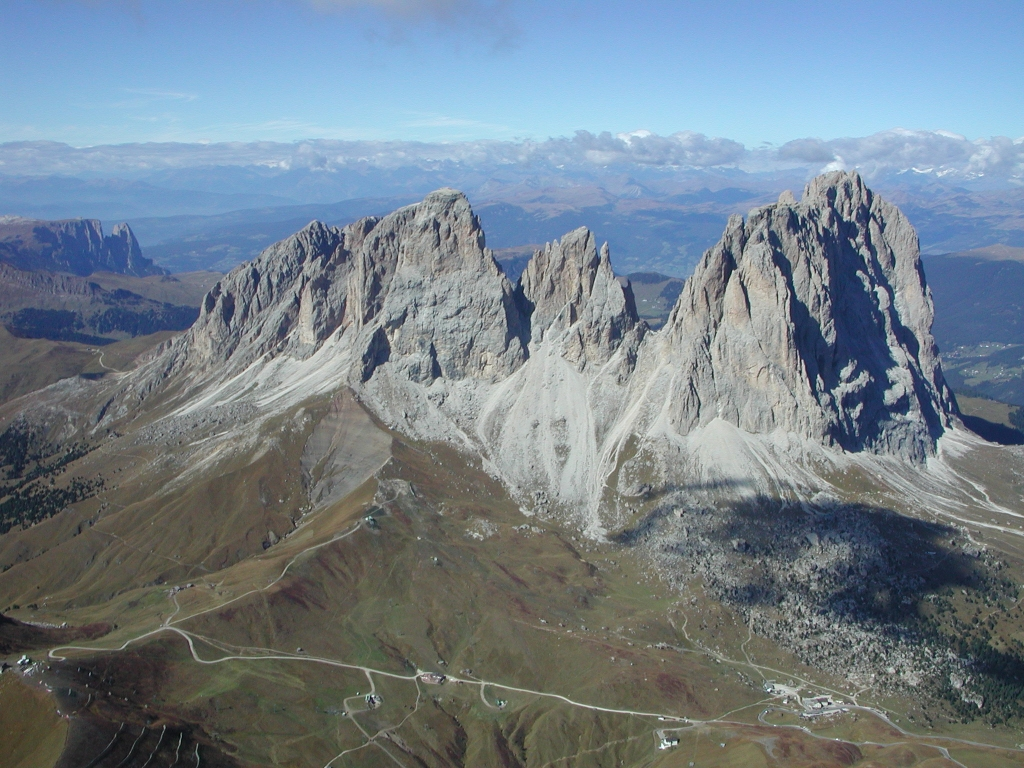
El vessant oriental del massís del Sassolungo, o Langkofel

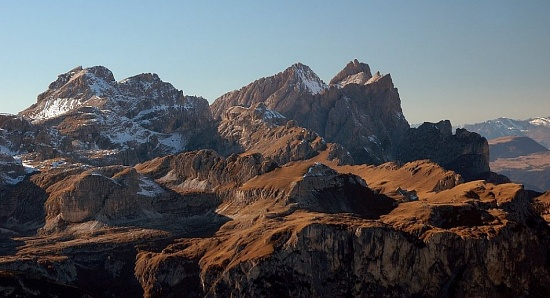
El massís dels Odle, o Geislerspitzen

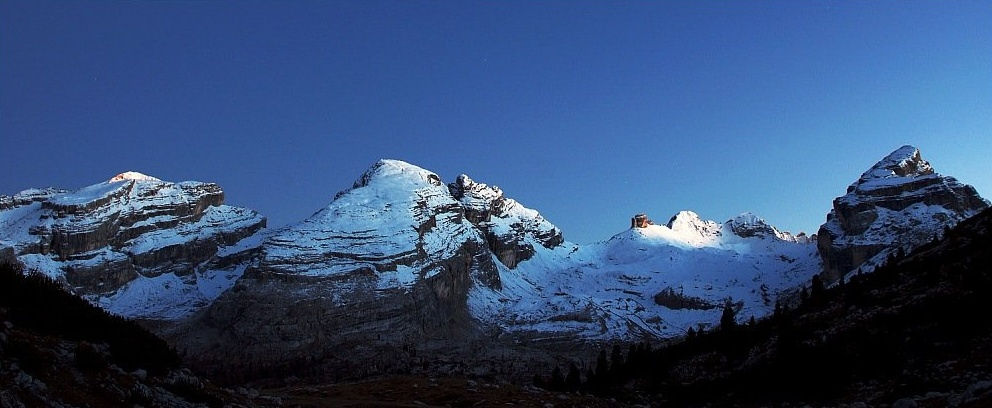
Massís de Fanes

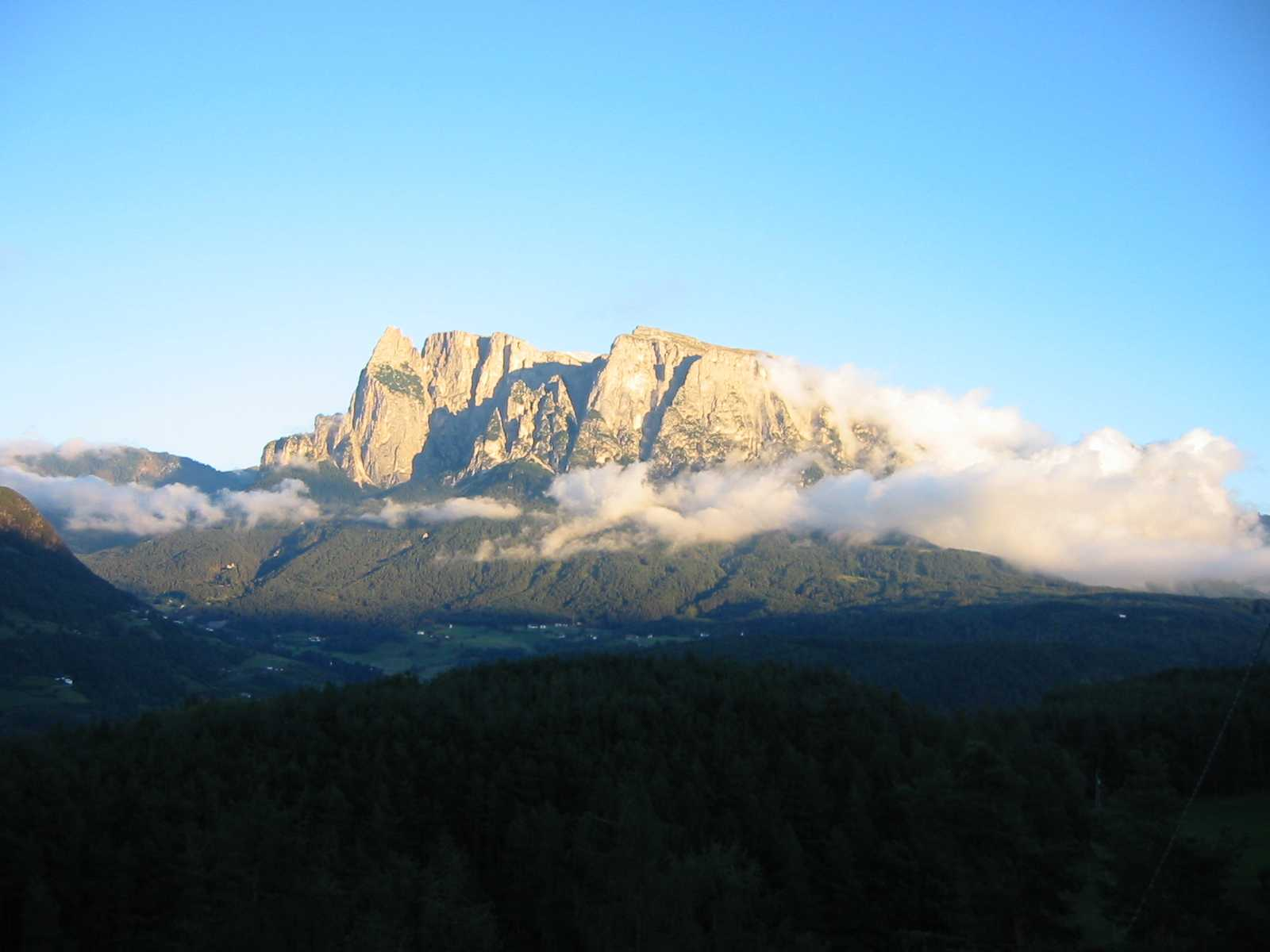
Sciliar

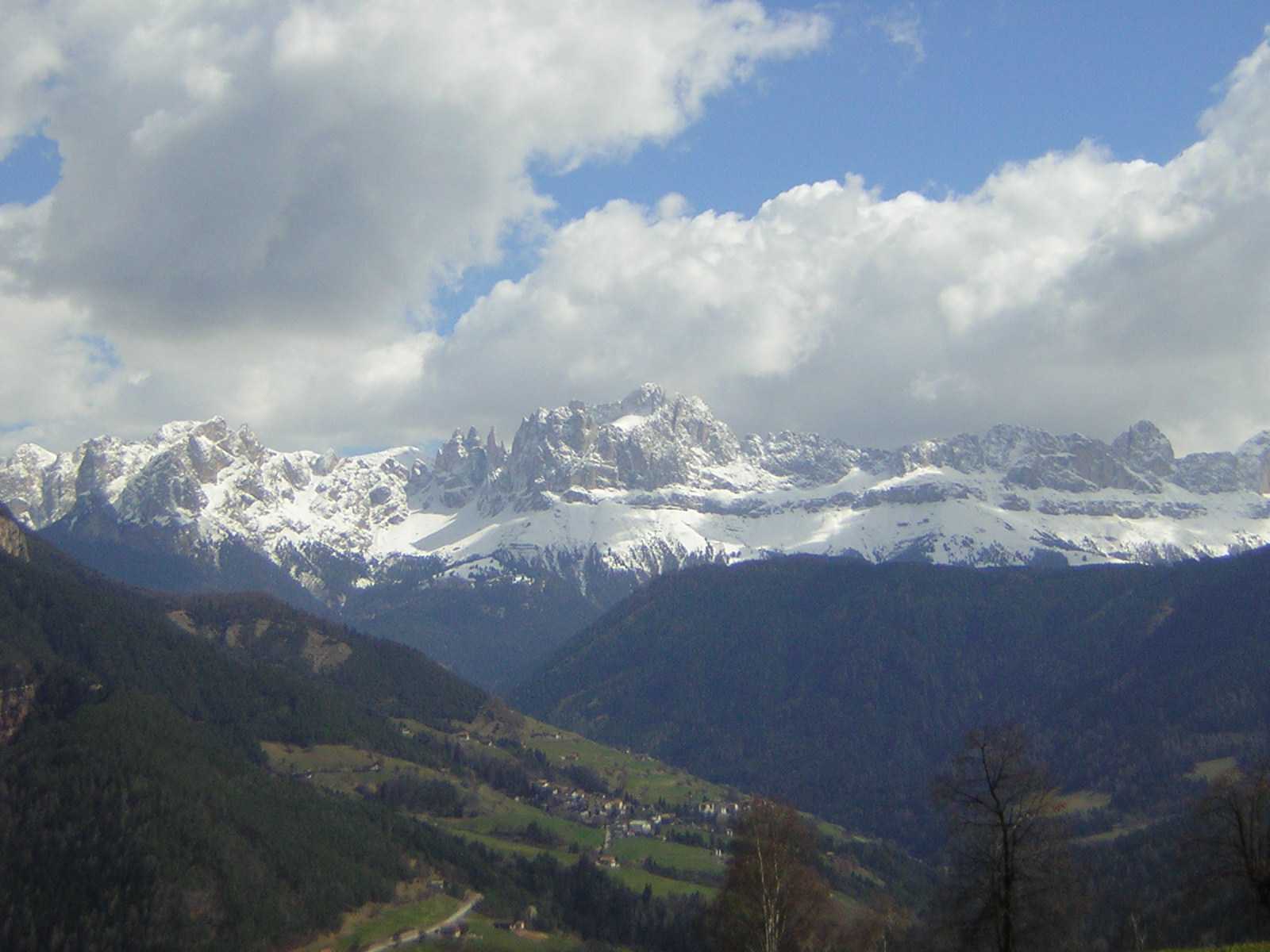
El massís del Catinaccio, o Rosengarten, vist de Cornedo all'Isarco.

Els límits del massís són prou variables segons els punts de vista, però tradicionalment es considera que és envoltat pels Alps de Zillertal i els Hohe Tauern al nord, els Alps carnis al nord-est, els Prealps carnis a l'est, els Prealps vicentins al sud-oest, els Alps de Fiemme a l'oest i els Alps de Sarntal al nord-oest.
És vorejat per l'Isarco al nord-oest, la Rienza al nord i el Piave a l'est.

## Història

### Població
Les Dolomites són el bressol del ladí i formen la frontera lingüística entre l'alemany i l'italià. Els ladins viuen sobretot a quatre valls partint del Sella: la Vall Gardena, la Vall di Fassa, la vall de la Cordevole (Livinallongo del Col di Lana) i la Vall Badia.

### Esdeveniments històrics

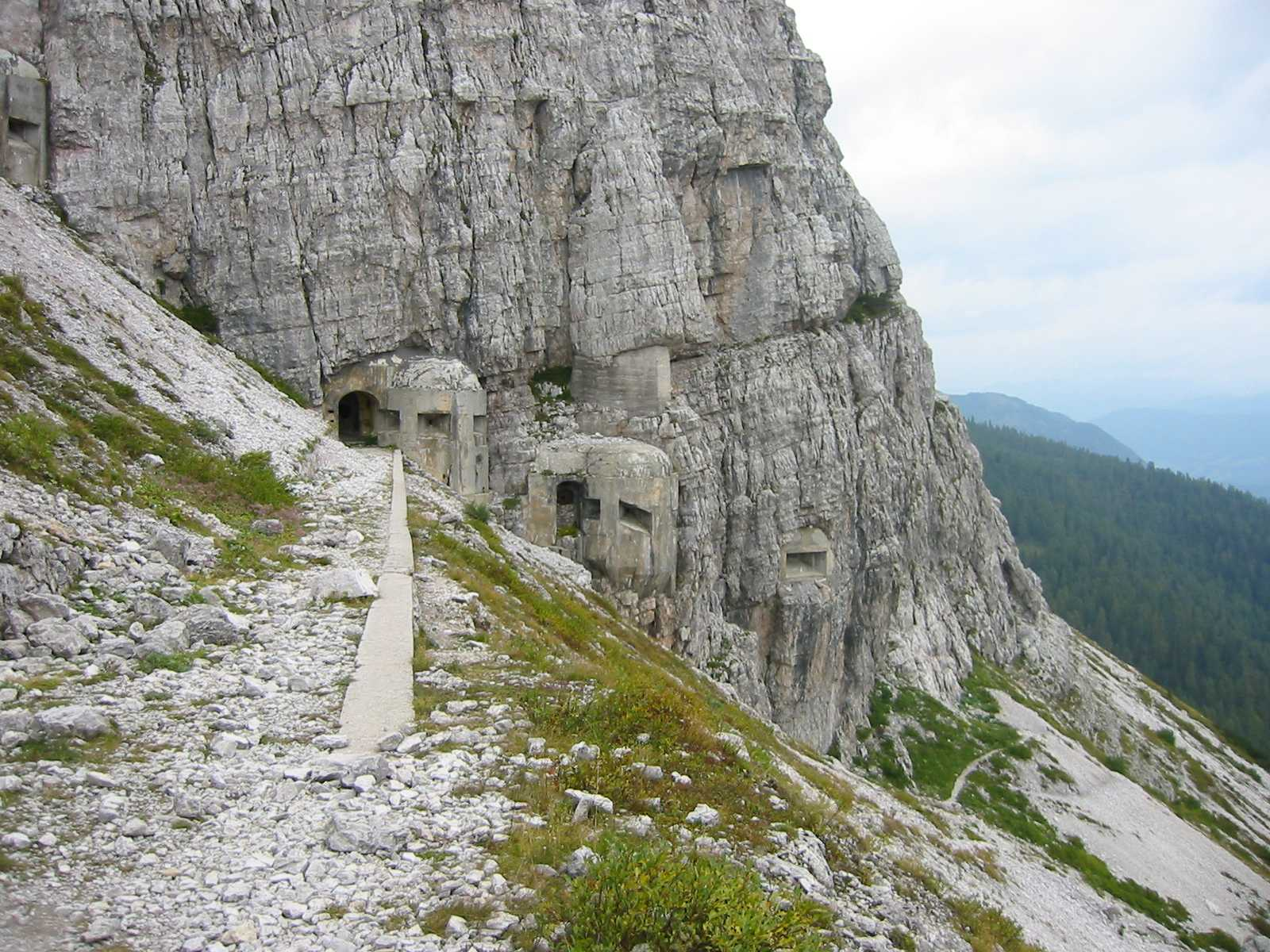
Obres militars del front de les Dolomites

Les migracions de les poblacions han portat a fer del massís de les Dolomites el domini lingüístic del ladí, encara que parcialment germanitzat, amb l'aparició del Tirol i la integració de la província de Trento al Sacre Imperi Romanogermànic des de l'Edat mitjana, pels colons bàvars, i malgrat la remuntada actual de l'italià des del sud mentre que el ladí lluita des de molt de temps per a la seva subsistència.
La frontera entra Alemanya, o més exactament Àustria i Itàlia, passava durant tota l'Edat mitjana fins a l'època napoleònica, així com durant el període de 1866 a 1918, per les Dolomites. Seguia aproximativament el límit actual entre el Tirol del Sud d'una banda i la Província de Trento i el Vèneto de l'altra, excepció feta de Cortina i de la vall alta del Cordevole, que eren austríaques.
L'any 1915, quan Itàlia entra en guerra al costat dels Aliats, el front s'instal·la al llarg de la frontera, a les muntanyes. Els italians, malgrat les seves ofensives, aconsegueixen només ocupar Cortina i l'alta vall de la Cordevole. En molts llocs, traces de la guerra (túnels a la roca, fortificacions, esclats de obusos oxidats) són encara visibles, en particular les dels bombardejos del Col di Lana. Bon nombre dels camins actuals d'excursionisme eren llavors vies d'aprovisionament.

### Muntanyisme
Terreny de joc dels més grans escaladors de la història del muntanyisme (Jeanne Immink, Ricardo Cassin, Cesare Maestri, Bruno Detassis, Walter Bonatti, Georges Livanos, etc), les Dolomites ofereixen vies d'amplitud i les més boniques vies ferrades l'origen de les quals es remunta al començament del segle XX. La roca es presta particularment bé a la pràctica d'aquestes disciplines.
Un telefèric porta del coll Pordoi a la cimera del Sass Pordoi, sortida de moltes travesses a esquí pel massís del Sella. Un altre recorregut, entre els més famosos, és el que surt del Val Mesdi i permet arribar després d'una hora de marxa a peu a l'altiplà del Sella. L'itinerari és estret i molt abrupte. Aquestes caminades són reservades a molt bons esquiadors.
És també possible de fer el Tour del Sella (Sellaronda) per les quatre valls: Fassa, Livinallongo, Badia i Gardena.
Els refugis de muntanya, molt nombrosos al massís dels Dolomites, acullen visitants, senderistes i alpinistes i ofereixen un confort equivalent, per a la majoria, al d'un hotel a la vall.

### Entorn
Al sud del massís, a la Província de Belluno, a sobre de la vall del Piave, es troba des de 1988 el Parc Nacional dels Dolomites Bellunesi, sobre una superfície de 31.512 km².
A més, han estat creats molts parcs naturals regionals, com els del Pudiu-Geisler, de Manes-Sennes-Prags, de Sciliar-Catinaccio, de Paneveggio-Comporta di San Martino, o de les Dolomites de Sesto.

El parc natural Puez-Geisler
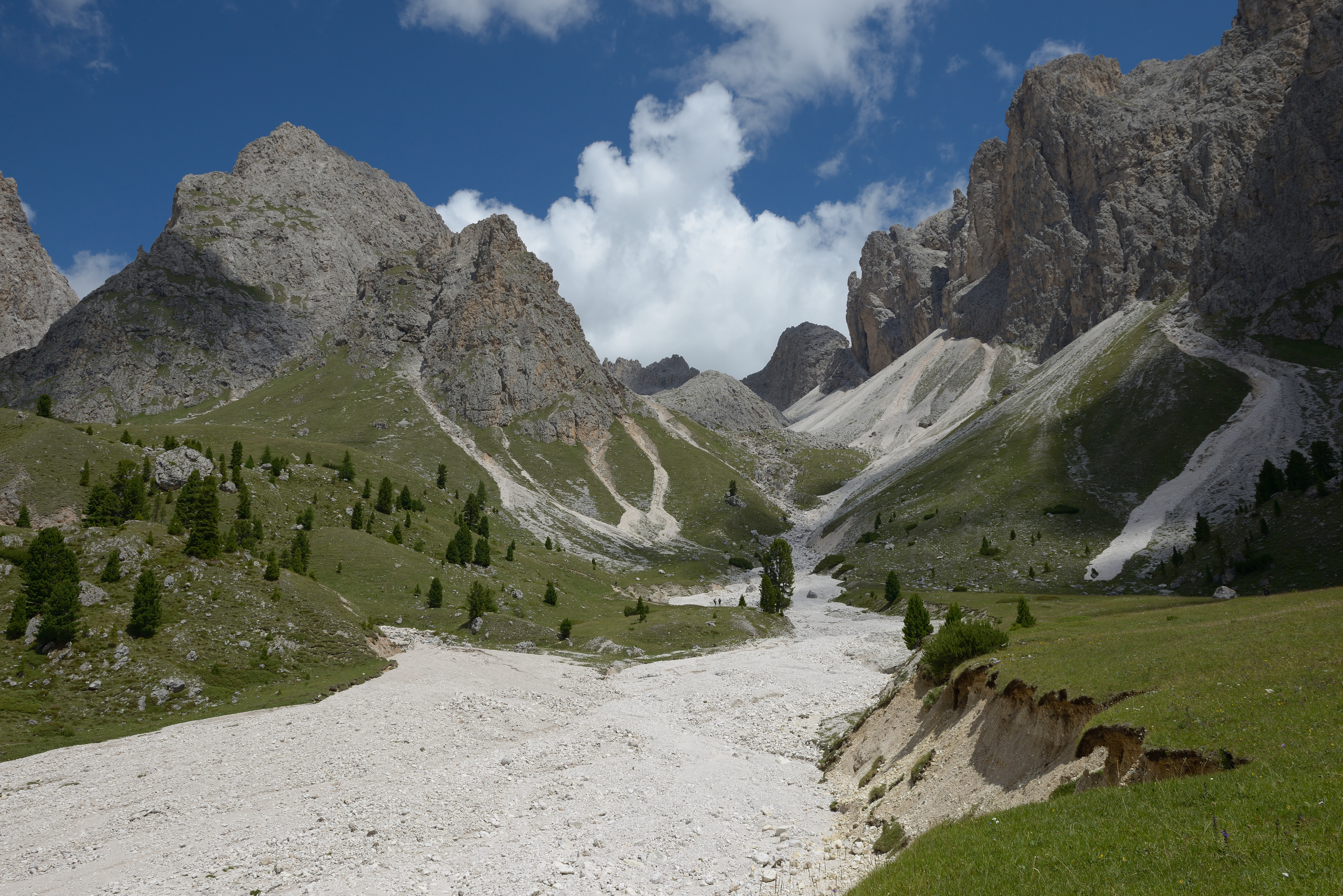
Les pastures de Ncisles al parc, amb la cimera del Sass Rigais.
Paisatge al parc
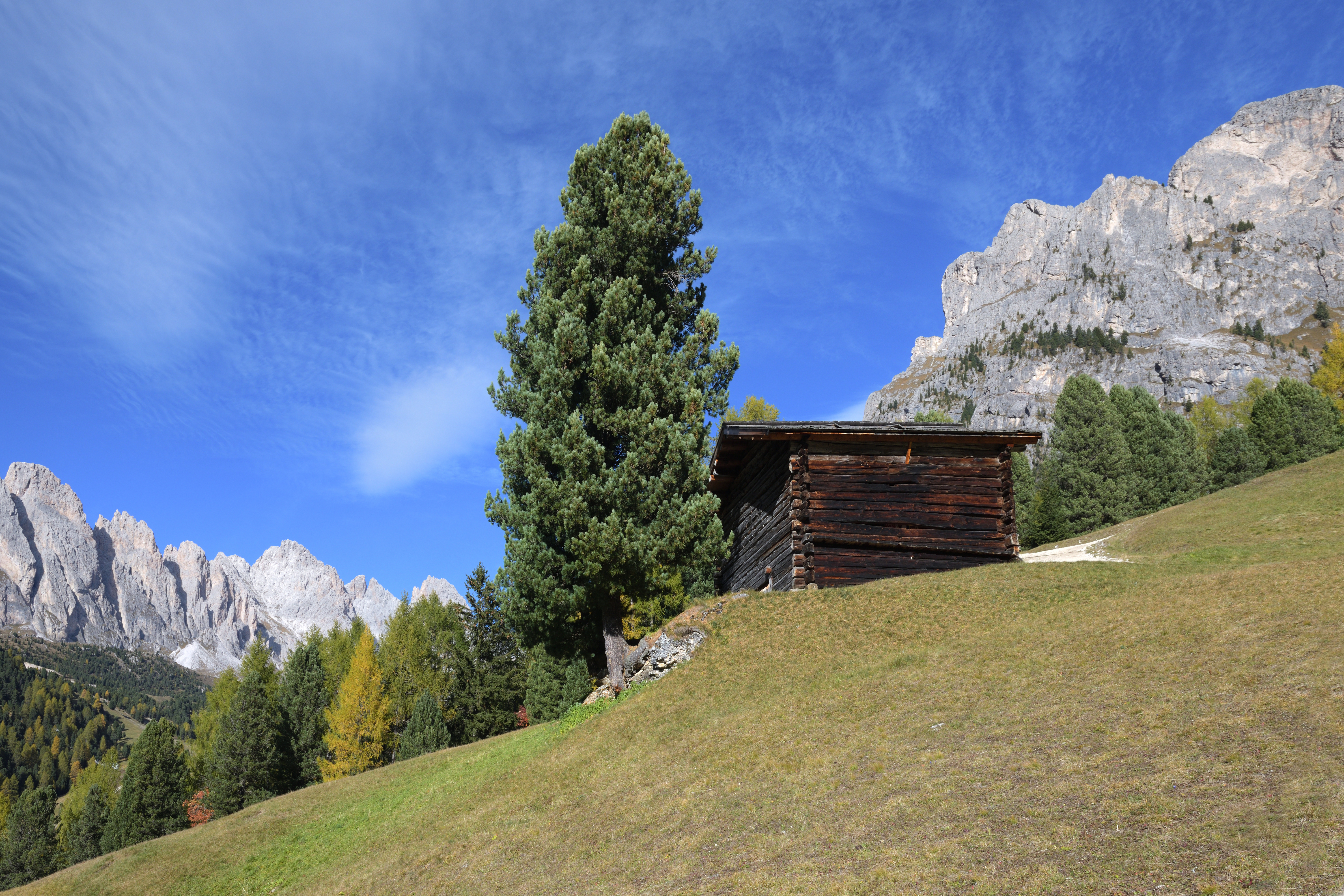
Una granja de fenc al parc, al costat d'un pi cembra.
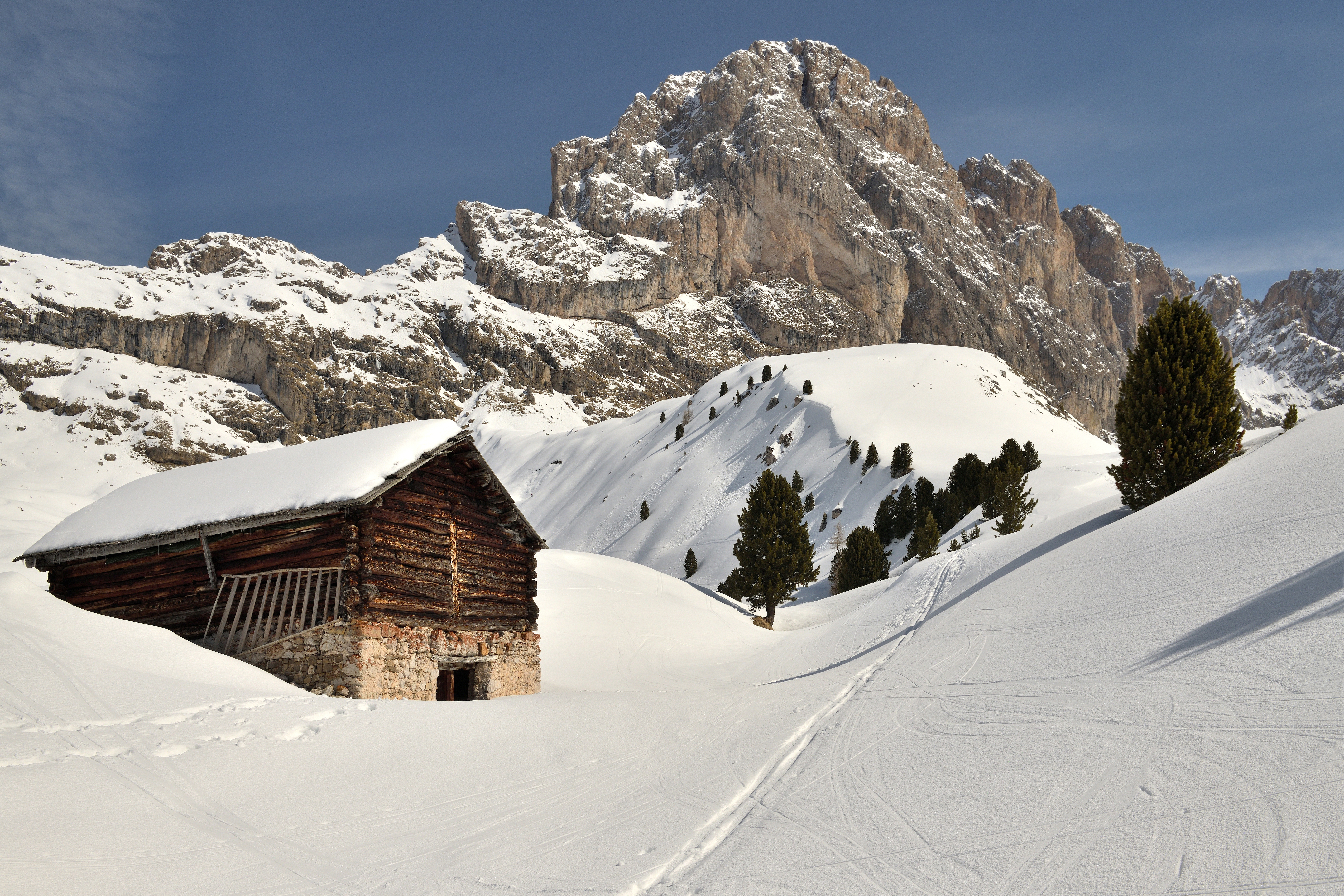
Granja a la muntanya Mastlé, al parc
Prats, Pinus cembra i Làrixs d'Europa al parc.
Pins cembra i Rhododendron ferruginosos al parc.
Coll dala Pieres al parc natural Pudiu-Geisler

Nou llocs de les Dolomites han estat inscrits a la llista del patrimoni mundial de la UNESCO l'any 2009 sota el nom « Les Dolomites ». El lloc interessat fa 141.903 ha. Protegeix 
| « | una sèrie de paisatges de muntanya molt distintius d'excepcional bellesa natural. | » |

.

## Cims principals per massissos
- Marmolada:
  - Punta Penia (3.343 m)
  - Punta Rocca (3.309 m)
  - Cima Ombretta (3.230 m)
  - Gran Vernel (3.205 m)
  - Pizzo Serauta (3.035 m)
  - Sasso di Valfredda (2.998 m)
  - Sasso Vernale (3.058 m)
- Latemar:
  - Torri di Latemar (2.814 m)
  - Paion (2.800 m)
  - Cornon (2.781 m)
  - Cima di Valsorda (2.762 m)
  - Corno Val d'Ega (2.713 m)
- Catinaccio:
  - Catinaccio d'Antermoia (3.004 m)
  - Cima Catinaccio (2.981 m)
  - Cima Scalieret (2.887 m)
  - Cima di Lausa (2.876 m)
  - Torres del Vajolet (2.813 m)
  - Croda di Re Laurino (2.813 m)
  - Cima Sforcella (2.810 m)
  - Roda di Vael (2.806 m)
  - Crocologo di Larsec (2.679 m)
  - Cima di Terrarossa (2.653 m)
- Grup Sella:
  - Piz Boè (3.151 m)
  - Le Mesules (3.000 m)
  - Piz Gralba (2.972 m)
  - Sass Pordoi (2.950 m)
- Sassolungo:
  - Sassolungo (3.184 m)
  - Punta Grohmann (3.126 m)
  - Punta delle Cinque Dita (2.996 m)
  - Sassopiatto (2.964 m)
- Pale di San Martino:
  - Cima Vezzana (3.192 m)
  - Cimon della Pala (3.184 m)
  - Burelloni (3.130 m)
  - Cima di Focobon (3.054 m)
  - Pala di San Martino (2.982 m)
  - Cima Fradusta (2.939 m)
  - Mulaz (2.906 m)
  - Sass Maor (2.812 m)
  - Cima Madonna (2.752 m)
  - Cima di Rosetta (2.742 m)
- Gruppo Odle-Puez:
  - Furchetta (3.030 m)
  - Sass Rigais (3.025 m)
  - Pzes de Puez (2.913 m)
  - Sass de Putia (2.875 m)
  - Sassongher (2.665 m)
- Sciliar:
  - Monte Petz (2.662 m)
  - Monte Santner (2.413 m)
  - Monte Euringer (2.394 m)
- Dolomiti di Fanes-Braeis:
  - Croda Rossa d'Ampezzo (3.146 m)
  - Conturines (3.064 m)
  - La Varella (3.055 m)
  - Cima Dieci (3.026 m)
  - Picco di Vallandro (2.839 m)
  - Sasso di Santa Croce (2.837 m)
  - Croca del Becco (2.810 m)
  - Col Becchei (2.794 m)
- Dolomiti di Sesto:
  - Punta dei Tre Scarperi (3.145 m)
  - Croda di Toni (3.094 m)
  - Cima Undici (3.092 m)
  - Monte Popera (3.045 m)
  - Tre Cime di Lavaredo (2.998 m)
  - Rocca dei Baranci (2.966 m)
  - Croda dei Rondoi (2.873 m)
  - Cima d'Auronzo (2.914 m)
- Cristallo:
  - Monte Cristallo (3.221 m)
  - Piz Popena (3.152 m)
  - Cima di Mezzo (3.145 m)
  - Cristallino d'Ampezzo (3.008 m)
- Cadini di Misurina:
  - Cadino di Nord-est (2.788 m)
  - Forcella del Navaio (2.624 m)
  - Torre Siorpaes (2.553 m)
  - Forcella Verzi (2.550 m)
- Tofane:
  - Tofana di Mezzo (3.244 m)
  - Tofana di Dentro (3.238 m)
  - Tofana di Rozes (3.225 m)
  - Sella delle Tofane (3.068 m)
  - Cima Fanis di Mezzo (2.989 m)
- Gruppo delle Marmarole:
  - Cimon de Froppa (2.932 m)
  - Cima Bastioni (2.926 m)
  - Pala di Meduce (2.864 m)
  - Croda Alta (2.645 m)
  - Monte Castellin (2.601 m)
- Col di Lana:
  - Sett Sass (2.571 m)
  - Sass de Stria (2.477 m)
  - Col di Lana (2.452 m)
- Sorapis:
  - Sorapis (3.205 m)
  - Fopa di Mattia (3.155 m)
  - Croda Marcora (3.145 m)
  - Ponta Negra (2.874 m)
  - La Cesta (2.797 m)
  - Cima Bel Pra (2.914 m)
- Antelao:
  - Antelao (3.264 m)
  - Punta Menini (3.177 m)
  - Chiggiato (3.163 m)
  - Fanton (3.142 m)
- Gruppo della Croda da Lago:
  - Cima Ambrizzola (2.715 m)
  - Croda da Lago (2.701 m)
  - Monte Cernera (2.657 m)
  - Becco di Mezzodì (2.603 m)
- Nuvolau:
  - Monte Averau (2.647 m)
  - Nuvolau (2.564 m)
  - Gusella (2.595 m)
  - Cinque Torri (2.361 m)
- Monte Civetta:
  - Civetta (3.220 m)
  - Picolla Civetta (3.207 m)
  - Cima di Tomè (3.004 m)
  - Punta Tissi (2.992 m)
  - Moiazza Sud (2.878 m)
  - Moiazza Nord (2.865 m)
- Monte Pelmo:
  - Il Pelmo (3.169 m)
  - Pelmetto (2.990 m)
- Bosconero:
  - Sasso di Bosconero (2.468 m)
  - Sassolundo di Cibiana (2.413 m)
  - Monte Sfornioi (2.409 m)
- Vette Feltrine-Gruppo del Cimonega:
  - Sass de Mura (2.550 m)
  - Piz di Sagron (2.485 m)
  - Monte Pavione (2.334 m)
  - Col di Luna (2.295 m)
  - Monte Ramezza (2.250 m)
  - Monte Scarnia (2.226 m)

- Gruppo dello Schiara:
  - Monte Schiara (2.563 m)
  - Monte Tamer (2.547 m)
  - Monte Tavelna (2.542 m)
  - Pelf (2.502 m)
  - Monte Castello (2.499 m)
- Dolomiti di Lienz:
  - Gran Sand Spitze (2.772 m)
  - Spitzkofel (2.718 m)
  - Kreuzkofel (2.695 m)
  - Hochstadel (2.680 m)
  - Boses Weibele (2.599 m)
  - Eggenkofel (2.590 m)
  - Reibenkofel (2.383 m)
- Dolomiti Friulane:
  - Cima dei Preti (2.703 m)
  - Monte Durano (2.652 m)
  - Monte Cridola (2.580 m)
  - Cima Laste (2.555 m)
  - Cima Monfalcon (2.548 m)
  - Monte Pramaggiore (2.479 m)

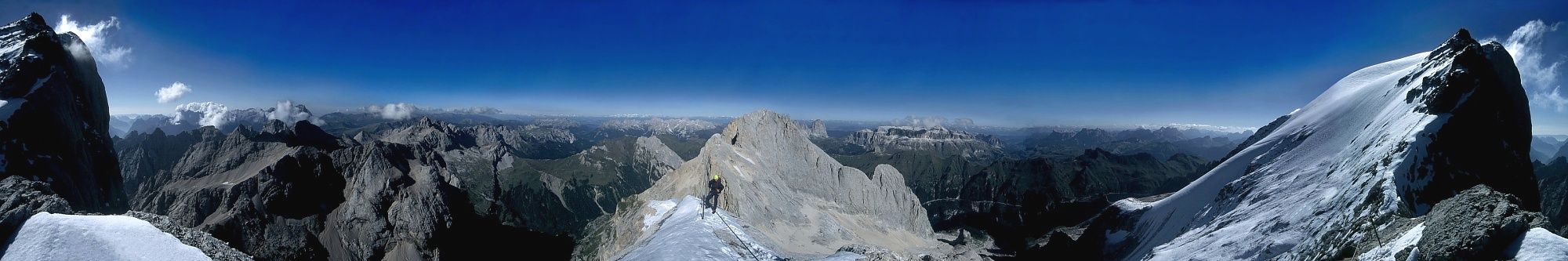
360° Vista panoràmica des del pic de Marmolada, el més alt de les Dolomites

- Dolomiti di Comelico-Dolomiti Carniche:
  - Monte Cavallino (2.689 m)
  - Monte Peralba (2.670 m)
  - Cima Palombo (2.600 m)
  - Monte Vancomune (2.581 m)
  - Crode di Longero (2.569 m)
- Dolomiti del Brenta:
  - Cima Tosa (3.178 m)
  - Cima Brenta (3.150 m)
  - Crozzon di Brenta (3.118 m)
  - Cima Ambiez (3.102 m)
  - Cima Mandron (3.033 m)
  - Torre di Brenta (3.008 m)
  - Cima di Vallon (2.968 m)
  - Pietra Grande (2.936 m)
  - Cima Crostè (2.897 m)
  - Cima Sassara (2.892 m)

## Galeria fotogràfica

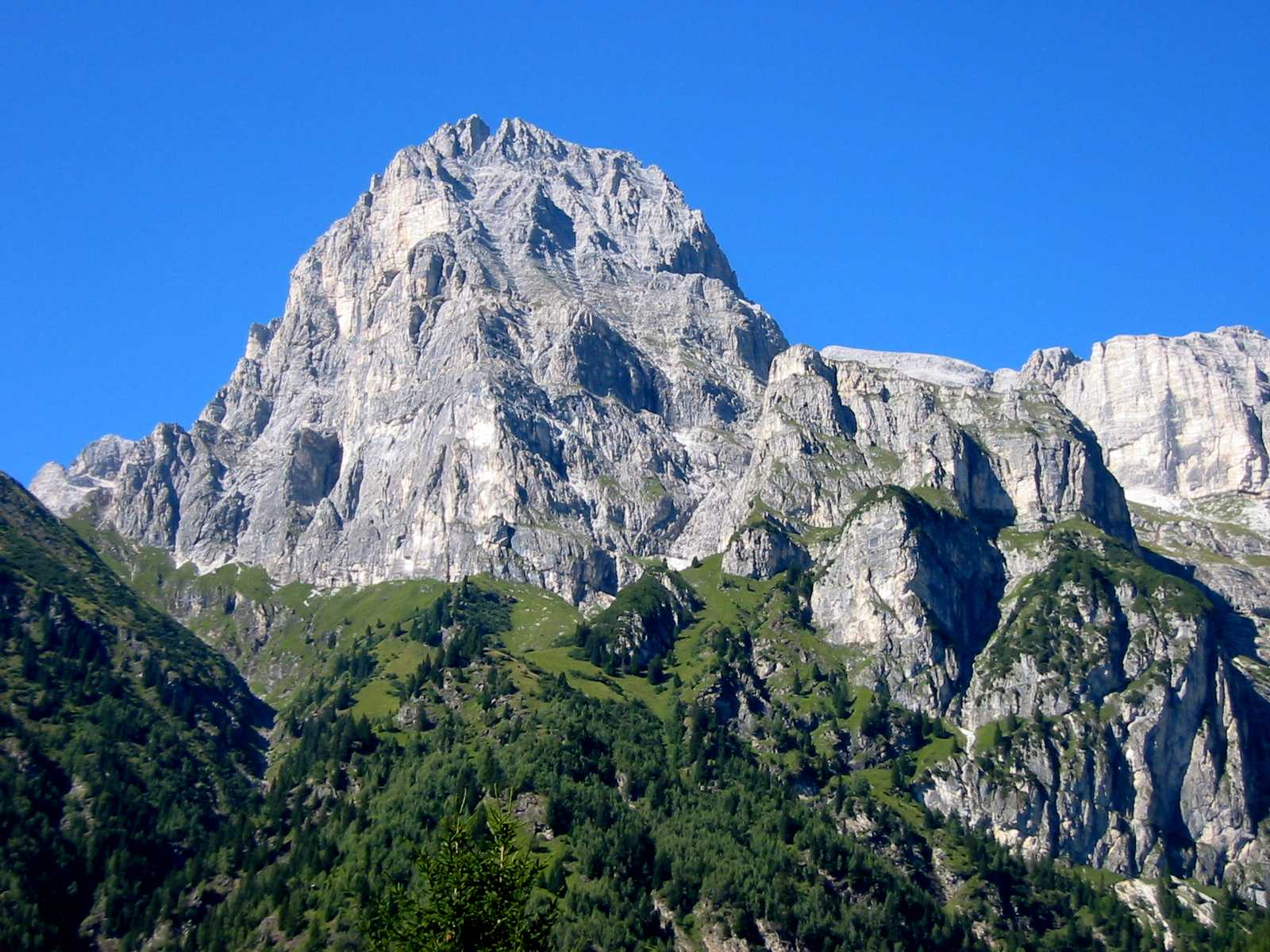
Tribulaun
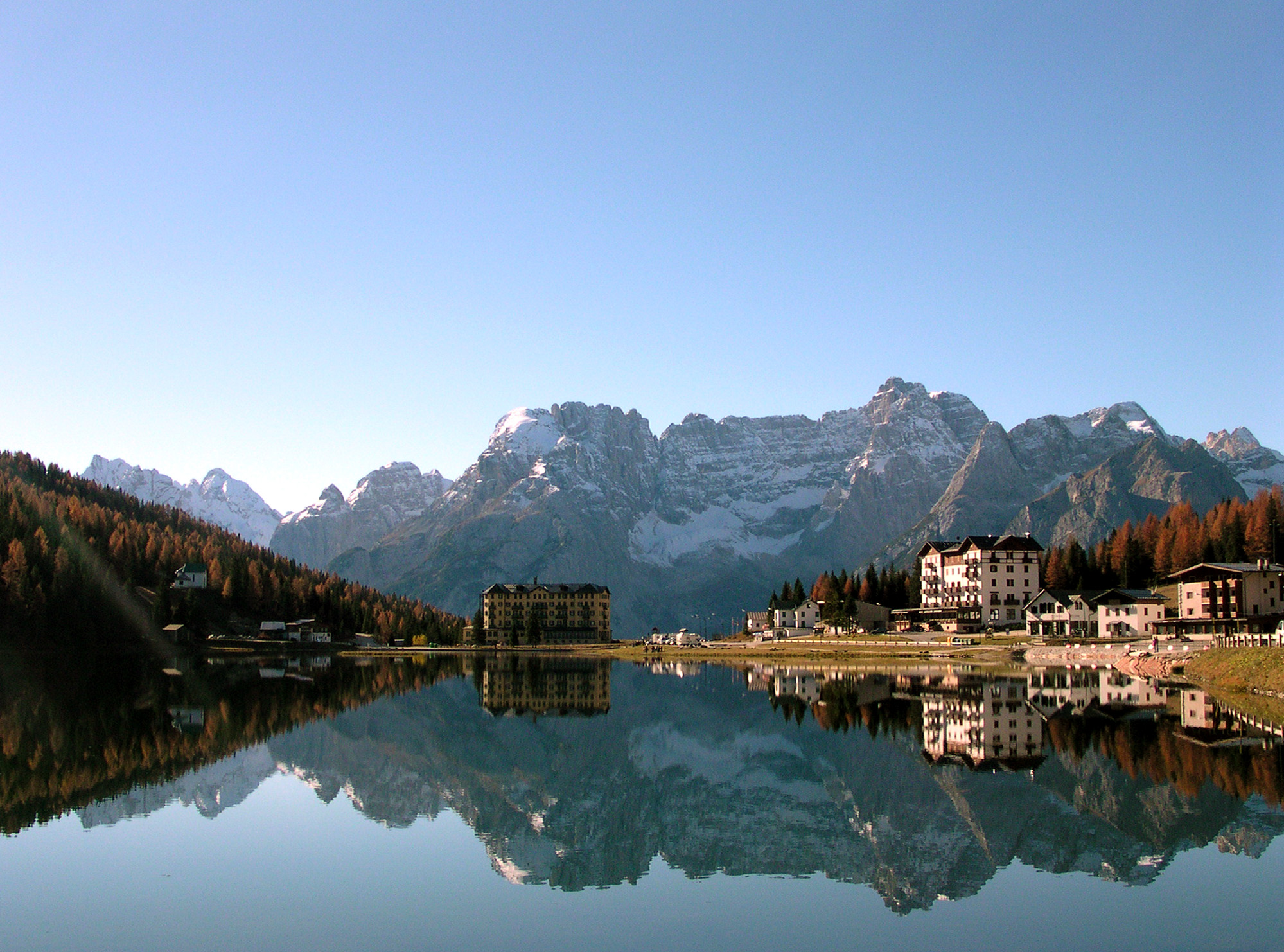
Llac de Misurina
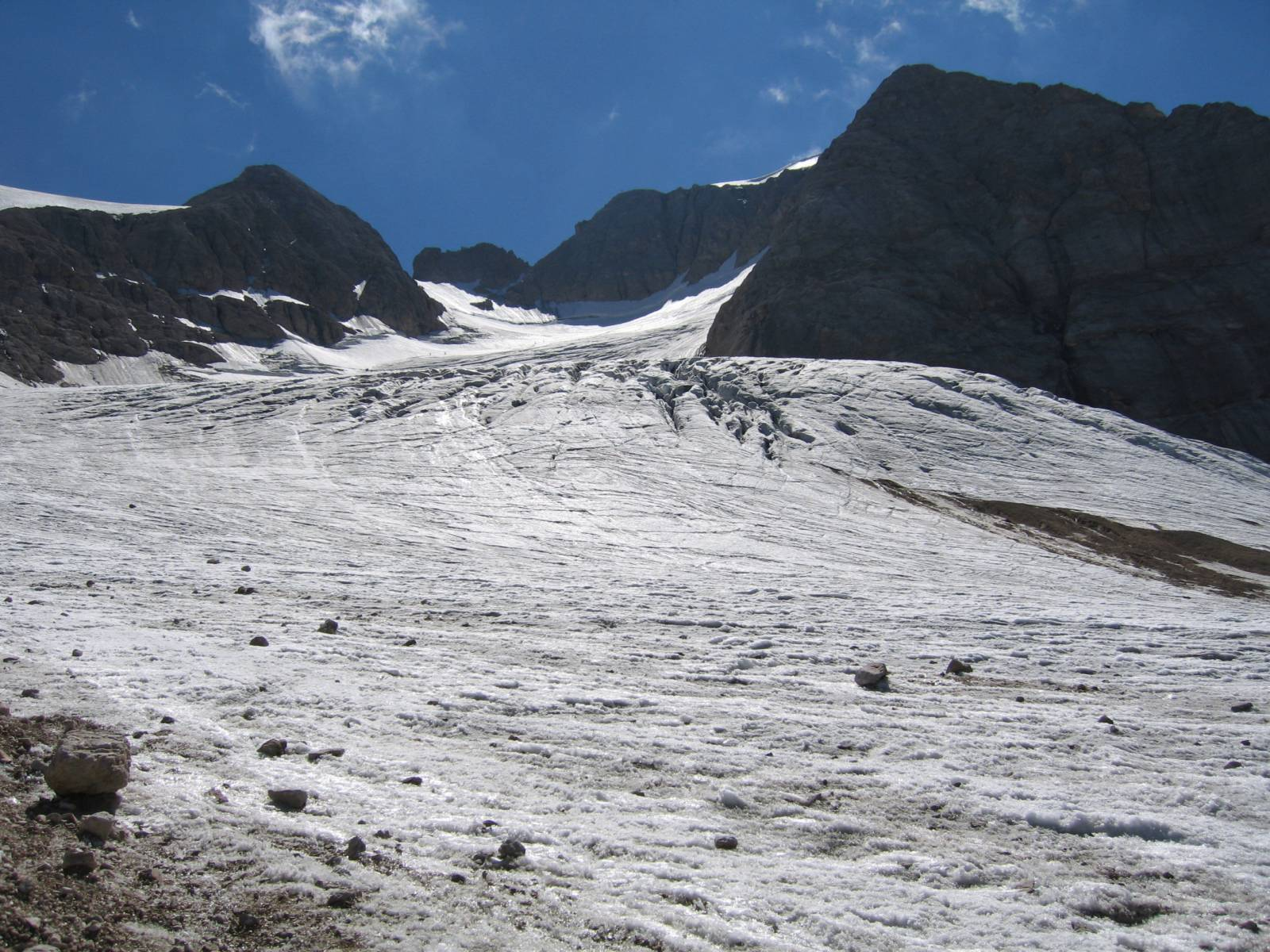
La glacera Marmolada, la més gran de les Dolomites
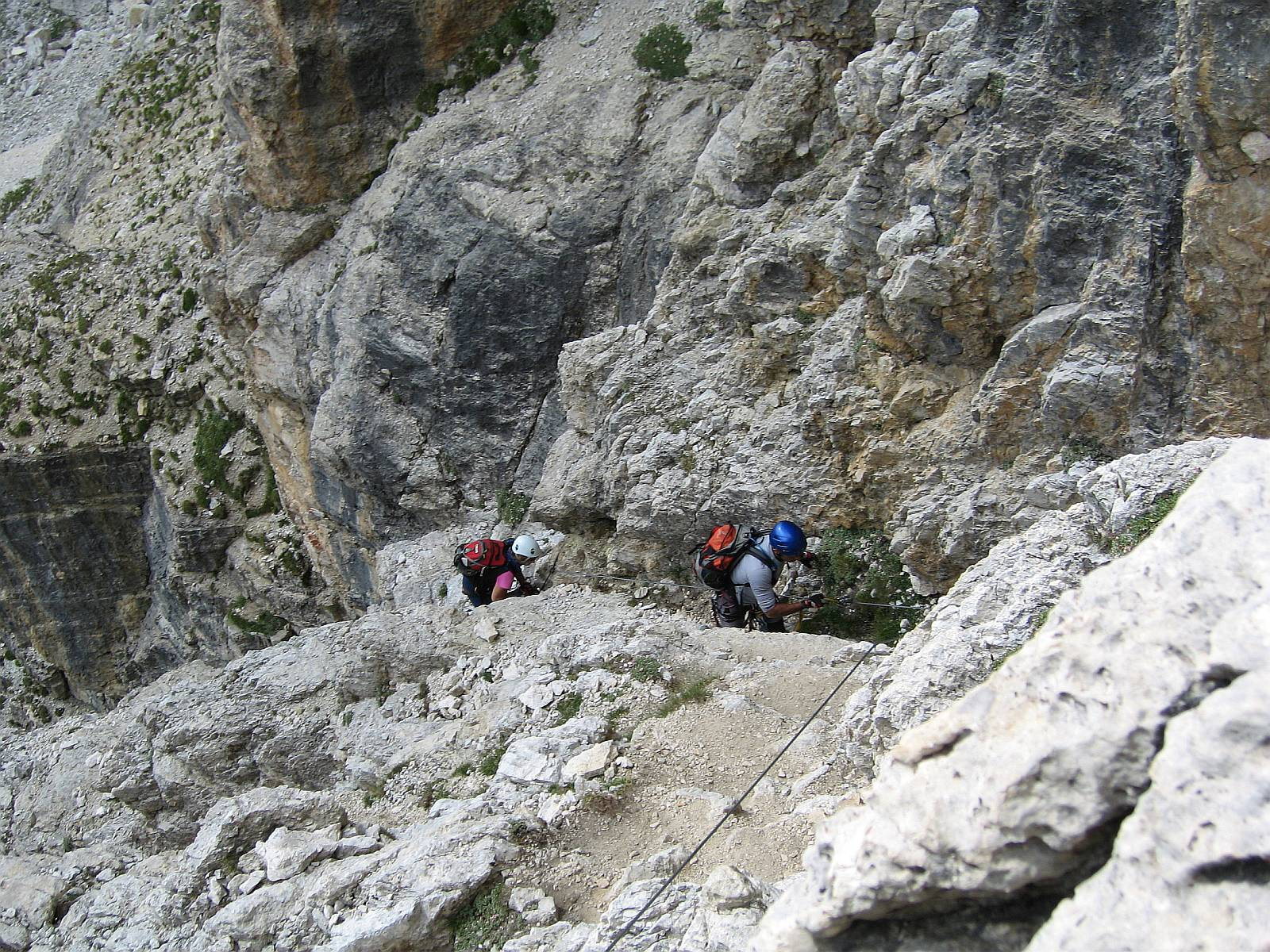
Escaladors a la Via Ferrata
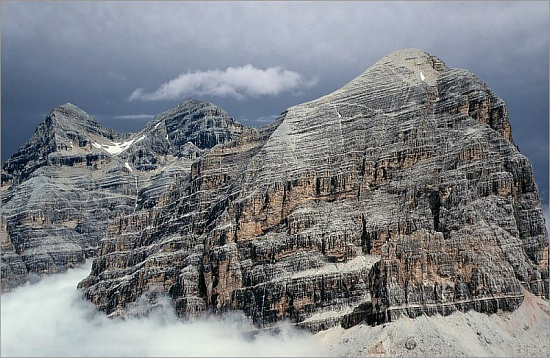
Les Tofanas
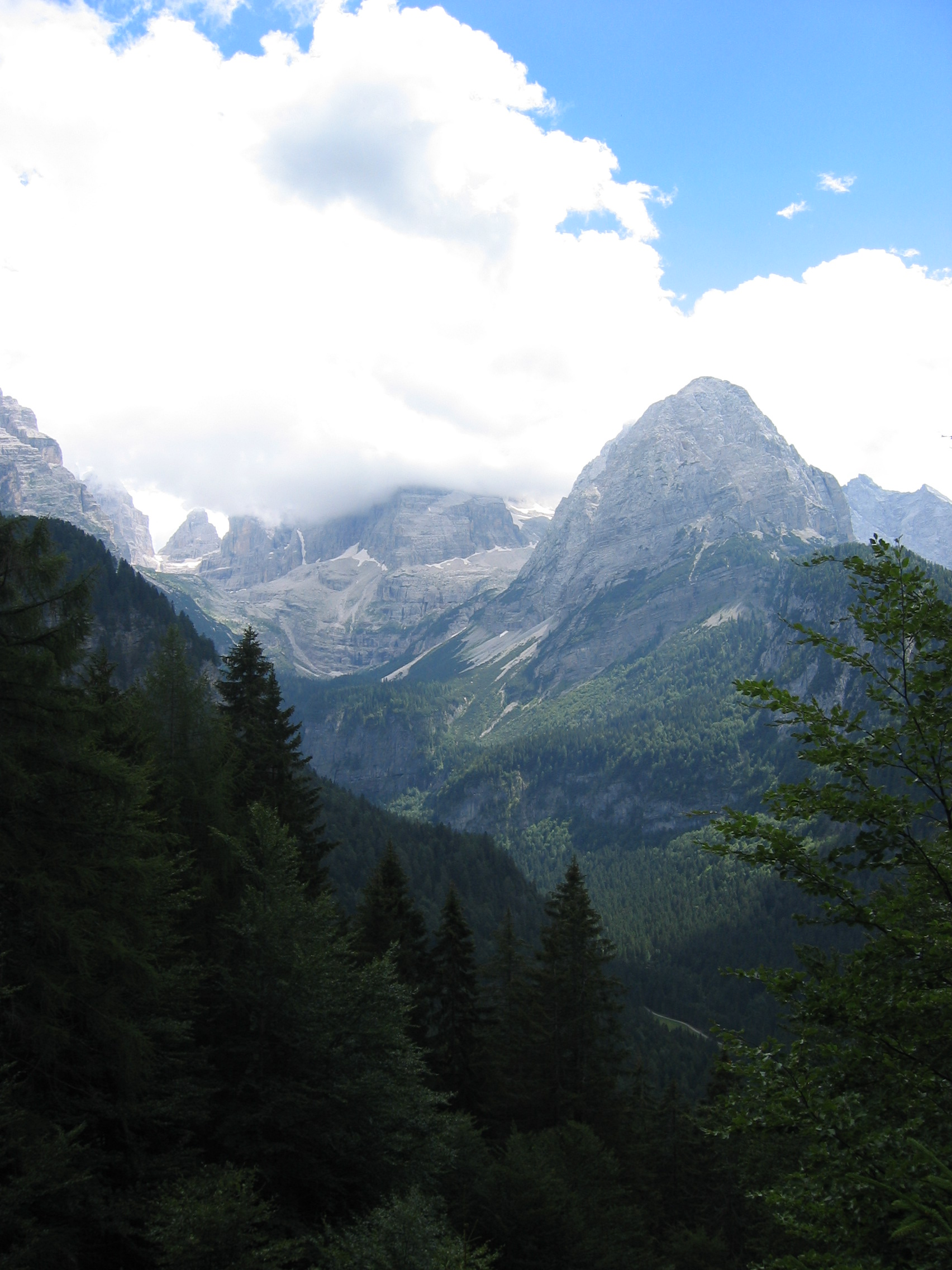
Les Dolomites a l'agost
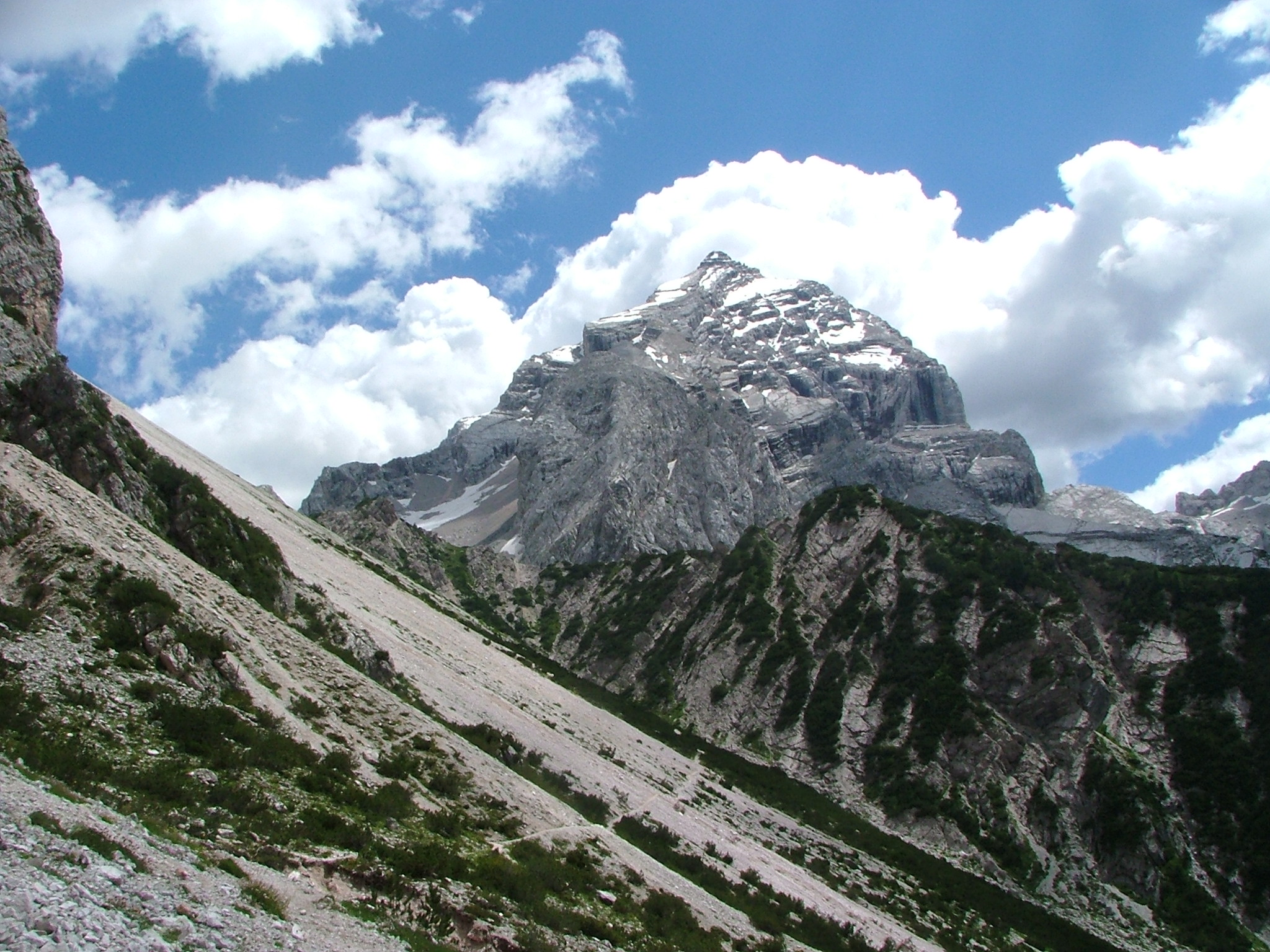
Antelao
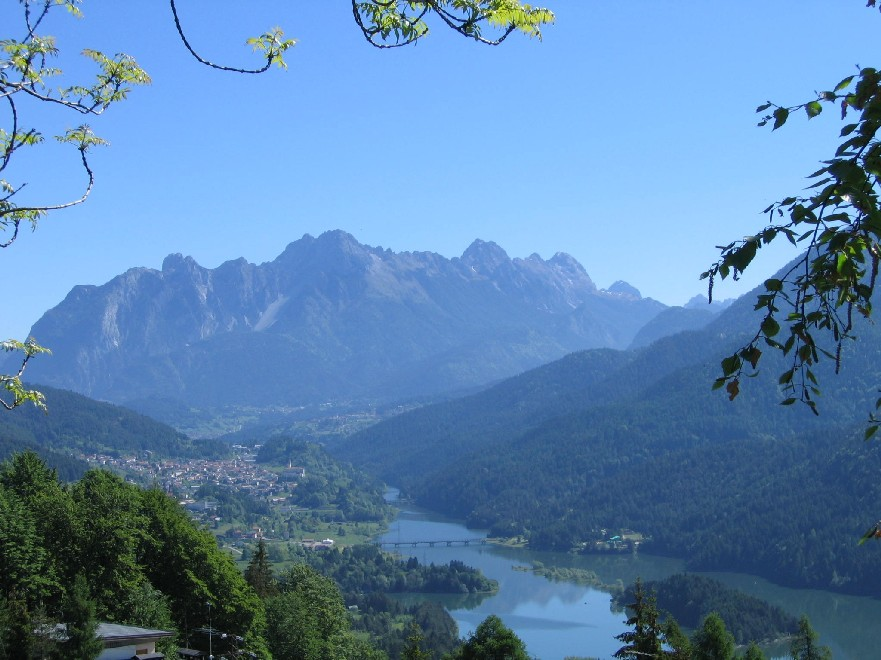
Cadore, Dolomites
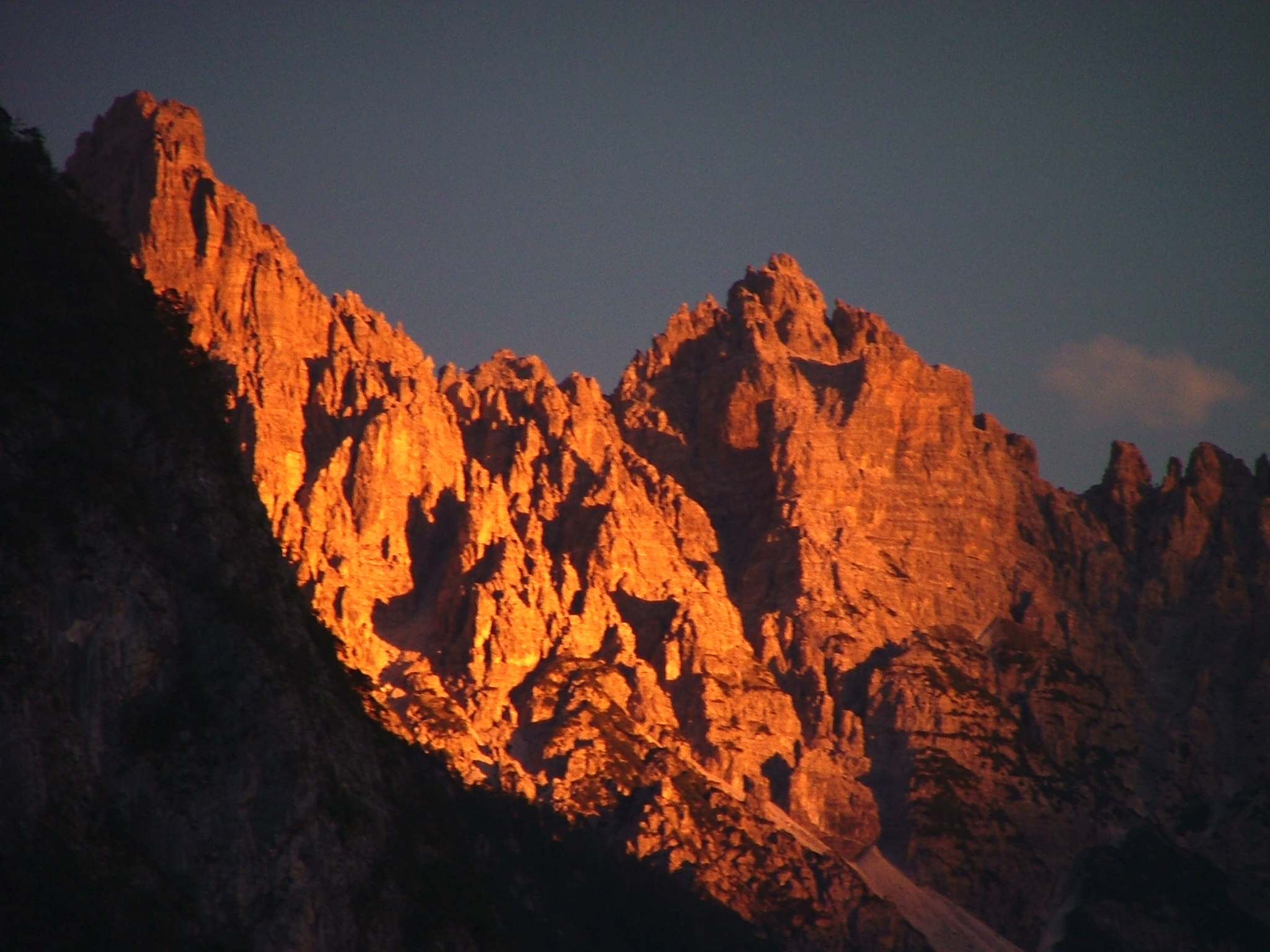
L'Enrosadira